# Whistle While You Work
Whistle While You Work es una canción compuesta por Frank Churchill y letra de Larry Morey en 1937 para la película de Disney Snow White and the Seven Dwarfs(Blancanieves y los siete enanitos en España y Blanca Nieves y los siete enanos en Hispanoamérica), donde es cantada por Blancanieves, en la voz de Adriana Caselotti.
Junto con Someday My Prince Will Come y Heigh-Ho es una de las tres canciones más populares de la película.

## Letra
Just whistle while you work
(tarareando.. silbando)
And cheerfully together we can tidy up the place
So hum a merry tune (tarareando)
It won't take long when there's a song to help you set the pace
And as you sweep the room
Imagine that the broom
Is someone that you love
And you'll find you're dancing to the tune
When hearts are high
The time will fly so
Whistle while you work
So whistle while you work it
And smile while you're hurting
And whistle while you work it.